# Euphorbia fischeriana
Euphorbia fischeriana är en törelväxtart som beskrevs av Ernst Gottlieb von Steudel. Euphorbia fischeriana ingår i släktet törlar, och familjen törelväxter. Inga underarter finns listade i Catalogue of Life.